# 楠美津香
楠 美津香（くすのき みつか、1962年3月24日 - ）は、日本の女優、ピン芸人。東京都出身。夫は、俳優、コメディアンのモロ師岡。女性ひとりコントのパイオニア的存在で、「ひとりコントの女王」の異名を取る。

## 来歴
元々は女優志望だったが、横浜放送映画専門学院（後の日本映画学校）で内海桂子・好江の漫才教室でお笑いに目覚め、級友と女性コントコンビ「ピックルス」を結成。卒業後の1982年にデビュー。『お笑いスター誕生!!』で9週勝ち抜きを果たしたが、1984年頃に解散。その後、コントコンビ「コントきゃんでいず」を結成するも短期間で解散。1986年1月、コントコンビ「ふらみんご」を結成。1987年10月には、第2回NHK新人演芸コンクール演芸部門最優秀賞を受賞したが、1989年頃に解散した。
その後は放送作家やコント作家として活動していたが、モロ師岡が演じるひとりコントのライブを見て、舞台復活を決意。1992年よりひとりコントの単独ライブを始め、演芸場にも出演した。また、1992年夏にモロ師岡と結婚した。
1993年4月からは一年間、『たけし・逸見の平成教育委員会』（フジテレビ）にレギュラー出演して知名度を高めた。
出産、育児の3年間を経て、1999年にライブを再開。2000年からはシェイクスピアの戯曲を現代の日本に翻案（本人は「超訳」と称している）し、講談調の一人芝居にアレンジした「ひとりシェイクスピア」シリーズの舞台を続けている。
楠本人は自らの芸風を、「演劇にも演芸にもなじまない立場。あえて、『一人称文学の世界』と称しています」と話している。また、ひとりコントの舞台は、脚色、演出も一人で行っている。

## ひとりコント
- 東京美人百景
  - 1992年の舞台復帰以後続けたシリーズ。東京に生きる女性たちの実像、虚像を、鋭い観察眼と好奇心に満ちた批判精神で活写した[4][5]。「祖師谷大蔵のイケイケの人」、「上石神井のバイリンギャル」等がある。「門前仲町八千草のママ・田園調布後援会夫人」で1994年1月、国立演芸場花形新人大賞特別賞を受賞した[5]。
- プラチナプレイガール
  - 出産、育児後、舞台に復活した1999年より始めたシリーズ。
- ひとりシェイクスピア
  - 2000年より始めた、楠のライフワーク[3]。シェイクスピアの戯曲を現代の日本に翻案し、多くの登場人物を一人で演じている。

## 出演

### バラエティ
- お笑いスター誕生!!（日本テレビ） 1981年-1984年：「ピックルス」として出演
- 冗談画報 （フジテレビ）：「ふらみんご」として出演
- 天国に一番近い病院（フジテレビ）
- たけし・逸見の平成教育委員会（フジテレビ） 1993年4月-1994年3月
- バラエティーざっくばらん（NHK）[5]  1994年4月-9月
- 笑いがいちばん（NHK）
- エイデンシアター UGATTA（東海テレビ）1994年10月 - 2001年11月：モロ師岡と共演

### テレビドラマ
- 金田一少年の事件簿 オペラ座館殺人事件 1995年
- サイコメトラーEIJI 1997年
- リモート 2002年

### ラジオ
- ラジオ公園通り（NHKラジオ第一放送）[5] 1993年4月-1995年3月
- カウントダウン・ジョーカー （TOKYO FM）

### 舞台
- 東京美人百景 1992年 - 1996年
- 愛とテトリスのコント〜大失楽園〜 1997年9月19日 - 21日
  - 脚本楠、演出李麗仙。夫であるモロ師岡と共演[8]。
- プラチナプレイガール 1999年 -
- ひとりシェイクスピア 2000年 - 
  - 超訳マクベス 2000年10月15日
  - 超訳ハムレット 2001年2月18日
  - 超訳ロミオ&ジュリエット 2001年5月4日
  - 超訳夏の夜の夢 2001年8月26日
  - 超訳リチャード三世 2002年3月21日
  - 超訳アントニー&クレオパトラ 2002年6月30日
  - 超訳オセロー 2002年9月22日
  - 超訳じゃじゃ馬ならし 2002年12月22日
  - 超訳ジュリアス・シーザー 2003年8月23日
  - 超訳ヴェニスの商人 2003年12月20日
  - 超訳リア王 2004年5月22日
  - 超訳十二夜 2004年9月4日
  - 超訳タイタス・アンドロニカス 2005年5月21日
  - 超訳お気に召すまま 2005年8月28日
  - 超訳ヘンリー四世 partI・partII 2005年12月17日
  - 超訳から騒ぎ 2006年4月1日
  - 超訳リチャード二世 2006年7月8日
  - 超訳尺には尺を 2006年10月21日
  - 超訳ヘンリー五世 2007年2月17日
  - 超訳ヘンリー六世 partI 2007年5月12日
  - 超訳ヘンリー六世 partII 2007年9月1日
  - 超訳ヘンリー六世 partIII 2007年11月3日
  - 超訳冬物語 2008年1月18日
  - 超訳間違いの喜劇 2008年5月17日
  - 超訳ヴェローナの二紳士 2008年5月17日
  - 超訳ペリクリーズ 2008年9月23日
  - 超訳トロイラスとクレシダ 2008年12月6日
  - 超訳アテネのタイモン 2009年2月14日
  - 超訳コリオレーナス 2009年5月16日
  - 超訳恋の骨折り損 2009年7月18日
  - 超訳シンベリン 2009年9月12日
  - 超訳ジョン王 2009年12月5日
  - 超訳ヘンリー八世 2010年2月13日
  - ウィンザーの陽気な女房たち 2010年5月15日
  - 終わりよければすべてよし 2010年9月11日
  - テンペスト 2010年12月11日 - 12日

## 受賞歴
- 第2回NHK新人演芸コンクール演芸部門最優秀賞（1987年10月） ふらみんご時
- 国立演芸場 花形演芸会銀賞（1992年）
- 国立演芸場 花形新人大賞 特別賞（1994年）[1]

## 著書
- 楠美津香の東京美人百景（集英社）、1996年9月26日、ISBN 978-4087811322